# Krzysztof Dunin Wąsowicz
Krzysztof  Wąsowicz herbu Łabędź, właśc. Krzysztof Dunin-Wąsowicz ze Smogorzewa herbu Łabędź – polski dowódca wojskowy, pułkownik, uczestnik walk w okresie tzw. Potopu szwedzkiego, brał udział w oblężeniu Koldyngi w Danii, które miało miejsce w dniach 23-25 grudnia 1658 r.
W październiku 1655 r. razem z Stefanem Czarnieckim bronił Krakowa, po kapitulacji razem ze swoimi dragonami wycofał się do Będzina, część dragonów przeszła na stronę Szwedów 
(i oblegała 
Jasną Górę
pod Częstochową), natomiast on razem z Czarnieckim udał się na Śląsk do króla Jana Kazimierza.
Brał udział  w grudniu 1655 r. w odbijaniu z rąk szwedzkich Nowego Sącza. W czasie bitwy pod Warką w 1656 r. dowodził regimentem dragonów liczącym 894 konie.
Razem z bratem Janem był właścicielem Przyszowej koło Limanowej. Pochowany w tamtejszym kościele razem z żoną Zofią Taszycką z Lusławic, córką Piotra.